# 애나벨 앰브로스
애나벨 엘런 앰브로스(Annabelle Ellen Ambrose, 1981년 6월 6일 ~)는 영국 출신으로 대한민국에서 활동하는 방송인이다. 사립 초등학교 원어민 교사를 하다가 2007년 9월 3일 《미녀들의 수다》 42회 방송을 통해 데뷔했으며 미녀들의 수다의 핵심 패널로 활동하였다. 지금도 방송활동을 하고 있으며, 한국인 배우자가 있다. 최근에는 방송활동과 함께 체육 트레이너 활동도 하고 있는 것으로 알려져있으며, 아마추어 역도 대회에 출전하기도 하였다.

## 방송활동

### 텔레비전
- 《미녀들의 수다》 (2007년 ~ 2010년, KBS 2TV)
- 《LaLaLa Happy School》 (2008년, EBS english)

### 라디오
- 《Drivetime》 (2008년 ~ 2012년, TBS eFM)[2]
- 《라디오를 켜라 나선홍입니다 - 애나벨의 한뼘영어》 (2011년 ~ 2013년/2014년~2015년, 교통방송)